# Marguerite Radideau

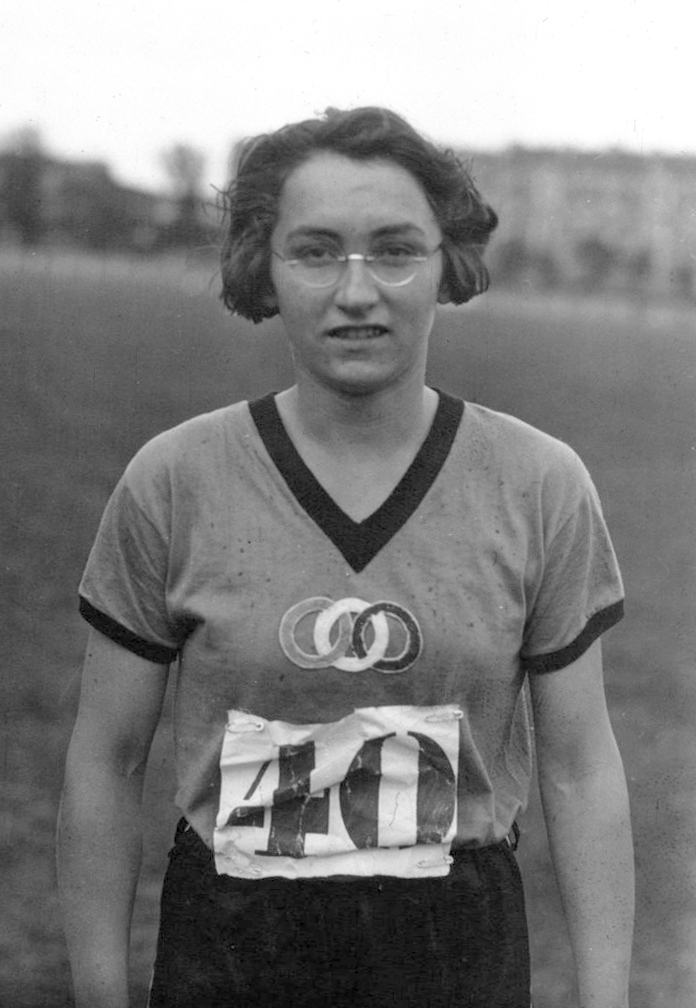
Marguerite Radideau, 1930

Marguerite Radideau (verheiratete Schoebel; * 5. März 1907 in Paris; † 15. März 1978 in Paris) war eine französische Sprinterin.
1926 siegte sie bei den Weltfrauenspielen über 60 m und 100 Yards und gewann Bronze über 250 m.
Bei den Olympischen Spielen 1928 wurde sie Vierte in der 4-mal-100-Meter-Staffel und erreichte über 100 m das Halbfinale.
Dreimal wurde sie Französische Meisterin über 80 m (1924, 1925, 1926), je zweimal über 100 m (1928, 1930) sowie 250 m (1925, 1926) und einmal über 60 m (1930).

## Persönliche Bestzeiten
- 100 m: 12,4 s, 20. Juni 1926, Paris (ehemaliger nationaler Rekord)
- 200 m: 26,2 s, §. Oktober 1926, Paris (ehemaliger nationaler Rekord)